# Maria Isabel von Spanien

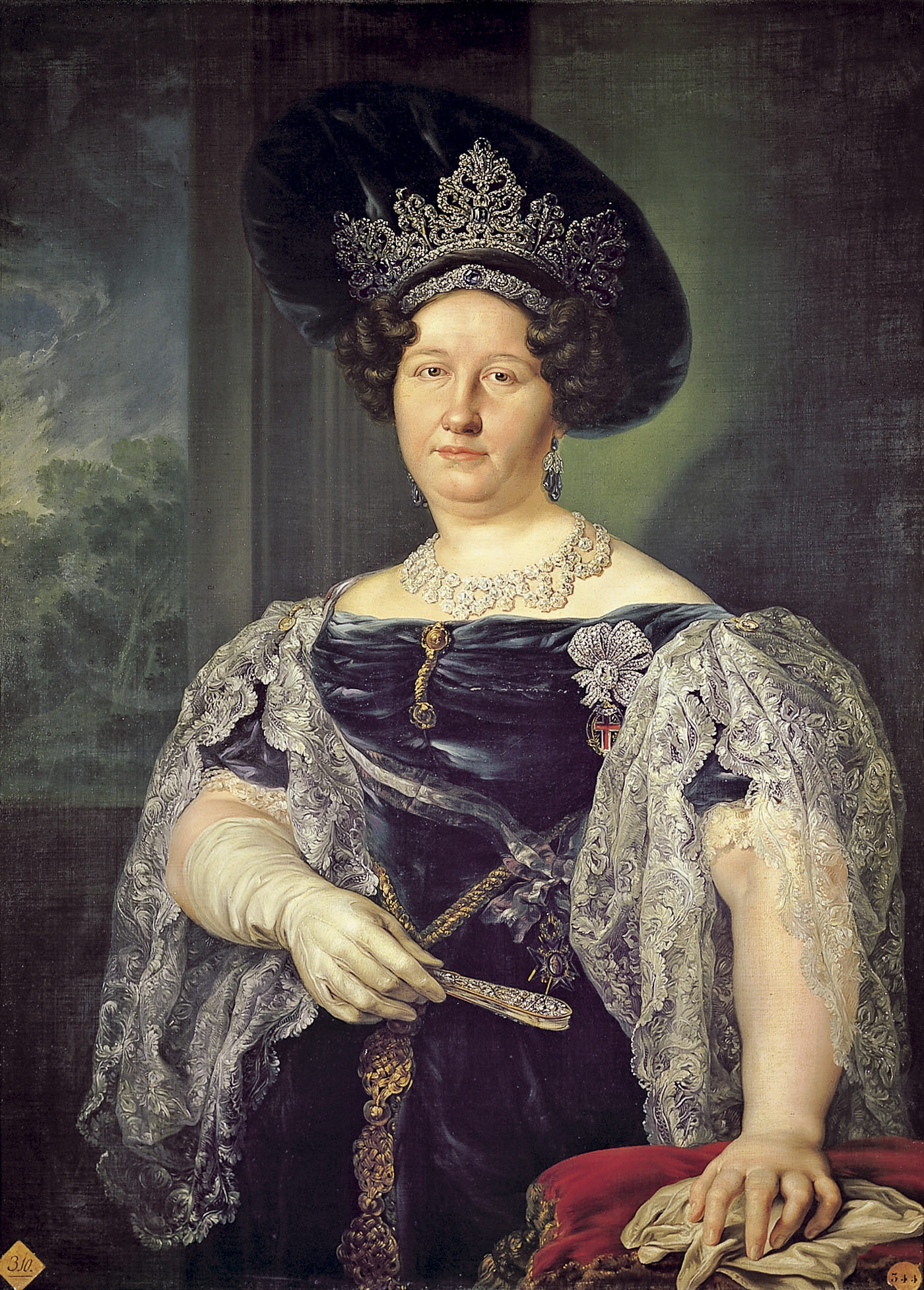
Maria Isabel auf einem Porträt von Vicente Lopéz Portaña (1772–1850)

Maria Isabel de Borbón (italienisch Maria Isabella di Borbone; * 6. Juli 1789 in Madrid; † 13. September 1848 in Real Citio de Portici) war als Tochter König Karls IV. von Spanien eine Infantin von Spanien. 1802 wurde sie mit Francesco di Borbone, dem 24-jährigen Kronprinzen von Neapel-Sizilien, verheiratet und übersiedelte an den neapolitanischen Hof. Sie hinterließ bei ihrer politisch engagierten Schwiegermutter Maria Karolina von Österreich keinen guten Eindruck. Ab 1804 gebar sie ihrem Gatten zwölf Kinder, darunter den Thronfolger Ferdinand II. Während der Besetzung Neapels durch Truppen Napoleons musste sie mit der übrigen Königsfamilie ab 1806 auf Sizilien leben und blieb dort mit ihrem Gemahl auch noch nach Napoleons Sturz bis 1820. Als ihr Gatte als Franz I. den Thron bestieg, war sie vom 4. Jänner 1825 bis zum 8. November 1830 an seiner Seite Königin beider Sizilien. Politisch übte sie keinen Einfluss aus, kümmerte sich aber maßgeblich vor allem um die Verheiratung ihrer Töchter. Nach dem Tod ihres Gemahls unterhielt sie während der Regierung ihres Sohns Ferdinand II. diverse Liebesaffären und heiratete 1839 den bedeutend jüngeren Grafen Francesco dal Balzo.

## Leben

### Infantin von Spanien

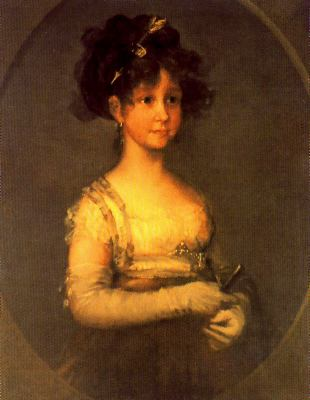
Infantin Maria Isabel, ca. 1800, Bildnis von Francisco de Goya

Maria Isabel wurde am 6. Juli 1789 im Königspalast von Madrid als jüngste die Kindheit überlebende Tochter von König Karl IV. von Spanien und seiner Gattin Maria Luisa di Borbone, Prinzessin von Parma geboren. Zur Zeit ihrer Geburt kam der Günstling ihrer Mutter, Manuel de Godoy, an die Macht, und am Hof liefen Gerüchte um, dass Maria Isabel nicht das leibliche Kind König Karls IV. war, sondern der Beziehung von Maria Luisa mit Godoy entstamme, weil sie diesem sehr ähnle. Maria Isabel hatte 13 Geschwister, von denen außer ihr nur sechs weitere das Erwachsenenalter erreichten.
In ihrer Kindheit erhielt Maria Isabel, die am spanischen Hof aufwuchs, nur eine rudimentäre Erziehung und wurde zusammen mit ihren Familienmitgliedern von Francisco Goya auf seinem in den Jahren 1800–01 verfertigten Porträt Die Familie Karls IV. gemalt. Sie erscheint hier links von ihrer Mutter. Schon in früher Jugend wurden für sie verschiedene Ehekandidaten ausersehen, u. a. der Prinz Maximilian von Bayern. Über Lucien Bonaparte, seit Dezember 1800 französischer Botschafter in Spanien, wurde im April 1801 eine Ehe von Maria Isabel mit Napoleon vorgeschlagen, der zwar mit Joséphine de Beauharnais verheiratet war, aber über eine Ehe mit einer königlichen Prinzessin nachdachte. Da Napoleon indessen wenig von den Bourbonen hielt, kam die angedachte Heirat mit Maria Isabel nicht zustande.

### Heirat mit Kronprinz Francesco von Neapel-Sizilien
Maria Luisa di Borbone bemühte sich nun im Frühjahr 1801, rasch einen Prinzen von Geblüt für ihre Tochter Maria Isabel zu finden. Ihre Wahl fiel auf Francesco di Borbone, den damaligen 24-jährigen Kronprinzen von Neapel-Sizilien, Sohn von König Ferdinand I. von Neapel-Sizilien und der Erzherzogin Maria Karolina von Österreich. Francescos Vater war ein Bruder von Maria Isabels Vater Karl IV. Der Weg für diese Eheverbindung wurde geebnet, als Francescos Gattin Maria Klementine von Österreich bereits im November 1801 starb.
Der Vorschlag für das Heiratsprojekt stammte vom französischen Diplomaten Alquier, der Botschafter in Madrid und Neapel gewesen war. Er wollte durch eine doppelte Heiratsallianz das bisher gegenüber Frankreich feindlich eingestellte Königreich Neapel-Sizilien auf die Seite des kürzlich geschlossenen französisch-spanischen Bündnisses hinüberziehen. Neben der für Maria Isabel in Aussicht genommenen Vermählung sollte gleichzeitig ihr ältester lebender Bruder, Ferdinand, Prinz von Asturien, mit Maria Antonia, einer Schwester von Maria Isabels potentiellem Bräutigam Francesco, verheiratet werden. Allerdings stieß diese beabsichtigte Heiratsallianz auf Ablehnung bei der frankreichfeindlichen Königin von Neapel-Sizilien, Maria Karolina von Österreich. Auch wenn die erst zwölfjährige Maria Isabella sehr jung für ihre Verheiratung war, so war diese frühe Eheschließung durch die Notwendigkeit einer raschen Wiederaufnahme der engen Beziehungen zwischen Spanien und Neapel gerechtfertigt, hatten doch die damaligen europäischen Höfe mit der Expansionspolitik Napoleons zu kämpfen.
Die Verträge für die beiden Heiraten wurden im April 1802 in Aranjuez unterschrieben. Die Ferntrauung Maria Isabels mit dem neapolitanischen Kronprinzen Francesco fand an ihrem 13. Geburtstag, dem 6. Juli 1802, statt, wobei ihr Bruder Ferdinand die Rolle des Bräutigams übernahm. Am 13. August begab sich die spanische Königsfamilie auf die Reise nach Barcelona. Dort fand dann am 4. Oktober 1802 die vereinbarte persönliche Doppelhochzeit nach dem Eintreffen von Maria Isabels Bräutigam Francesco und dessen Schwester Maria Antonia statt. Nach dem Ende der Hochzeitsfeierlichkeiten am 12. Oktober segelte Maria Isabel mit ihrem frisch angetrauten Gatten nach Neapel, wo das Paar am 19. Oktober ankam. In ihrer neuen Heimat wurde sie auf Italienisch Maria Isabella genannt.

### Kronprinzessin
Maria Isabella erweckte nach ihrem Eintreffen am neapolitanischen Hof offenbar keinen guten Eindruck. Insbesondere die Königin Maria Karolina war von ihrer jungen Schwiegertochter wenig angetan. Nach ihrer Behauptung sollte dies auch für ihren Sohn, Maria Isabellas Ehemann, gelten. In einem Brief an den Marchese de Gallo schrieb Maria Karolina, dass Maria Isabella ihrem Gatten als sehr klein, oft grundlos lachend sowie ziemlich geistlos und ungebildet erscheine. Weiterhin führte die neapolitanische Königin in einem Schreiben aus, dass Maria Isabella sehr beleibt sei und kurze Beine habe; sie spreche nur Spanisch, verstehe aber weder Italienisch noch Französisch und drücke sich sehr einsilbig aus; ihr fehle es an Intelligenz, um eine Bereicherung für ihren Gatten darzustellen. Auch Maria Antonia urteilte scharf und ablehnend über ihre Schwägerin; Maria Isabella sei kugelrund und reiche ihr nur bis zur Schulter.
Der spanische Botschafter am neapolitanischen Hof berichtete dem Minister Cevellos brieflich, dass Maria Isabella in Neapel glücklich sei und u. a. Theatervorstellungen besuche sowie an Festen teilnehme. Bereits als 15-Jährige gebar sie am 24. Oktober 1804 ihre erste Tochter, Luisa Carlota, der in den Jahren bis 1827 noch elf weitere Kinder folgen sollten. Maria Isabella hatte auch eine aus der ersten Ehe ihres Gatten stammende Stieftochter, die 1798 geborene Prinzessin Maria Karoline, die 1816 Gemahlin von Charles Ferdinand d’Artois, Sohn des späteren französischen Königs Karl X., werden sollte.
Im Februar 1806 musste Maria Isabella mit der übrigen Königsfamilie von Neapel nach Sizilien flüchten, als Napoleons Truppen Neapel eroberten und daraufhin dort sein Bruder Joseph Bonaparte neuer Herrscher wurde. Unter britischem Schutz konnten König Ferdinand und seine Gemahlin Maria Karolina ihre Herrschaft über Sizilien gegen französische Angriffe behaupten; wirklicher Machthaber auf der Insel war aber der Kommandant der dort stationierten britischen Truppen, Lord William Bentinck. 1812 wurde Maria Isabellas Ehemann Francesco der Regent Siziliens, nachdem sein Vater auf englischen Druck die Regierung niedergelegt hatte. Damit erhöhte sich auch Maria Isabellas Status. Im Gegensatz zu ihrer Schwiegermutter Maria Karolina mischte sie sich aber nicht in die politischen Angelegenheiten ein, auch nicht später als Königin. Ihr Gemahl Francesco stritt sich inzwischen während seines Exils in Palermo mit Lord Bentinck sowie mit den Aristokraten der Insel, die neue Steuern zur Finanzierung des Krieges gegen Frankreich ablehnten und große Autonomierechte forderten. Königin Maria Karolina kehrte 1813 nach Österreich zurück.

### Herzogin von Kalabrien
Nach dem Sturz Napoleons kehrte König Ferdinand I. 1815 unter österreichischem Schutz nach Neapel zurück. Er unterdrückte die sizilische Verfassung und vereinigte im Dezember 1816 Sizilien mit dem Festlandsteil seines Reichs zum Königreich beider Sizilien. Seinen Sohn Francesco ernannte er in dessen Eigenschaft als Thronerbe zum Herzog von Kalabrien. Francesco fungierte von 1815 bis 1820 als Statthalter Siziliens und blieb mit seiner Gemahlin Maria Isabella während dieser Zeit vorwiegend auf der Insel. Das Paar besuchte nur selten Neapel.
Maria Isabella hatte Spanien zwar bereits als 13-Jährige verlassen, blieb aber ihrer Familie und ihrem Geburtsland weiterhin eng verbunden. 1818 sah sie ihre Eltern nach vielen Jahren der Trennung  wieder. Im Sommer 1818 kam zuerst ihr Vater Karl IV. auf Besuch nach Neapel. Im folgenden Herbst reiste Maria Isabella mit ihrem Gatten nach Rom, wo ihre Eltern im Exil in Rom lebten. Sie blieb noch längere Zeit bei ihnen und war so beim Tod ihrer Mutter Maria Luisa († 2. Januar 1819) anwesend. In der Folgezeit war sie maßgeblich für die Verheiratung ihrer sechs Töchter verantwortlich, von denen vier mit Mitgliedern der spanischen Königsfamilie vermählt wurden. So arrangierte sie zuerst 1819 die Eheschließung ihrer ältesten Tochter Luisa Carlota mit deren Onkel Francisco de Paula de Borbón.
In der Epoche, die Maria Isabella auf Sizilien verbrachte, war sie regelmäßig in relativ kurzen Abständen schwanger. Endgültig kehrte sie mit ihrem Gemahl im Juli 1820 nach Neapel zurück. Ihr Schwiegervater Ferdinand war nun vollkommen auf österreichische Unterstützung angewiesen und regierte in den nächsten vier Jahren bis zu seinem Tod als absolutistischer Monarch. Während dieser Zeitspanne gebar Maria Isabella drei weitere Kinder.

### Königin von Neapel-Sizilien

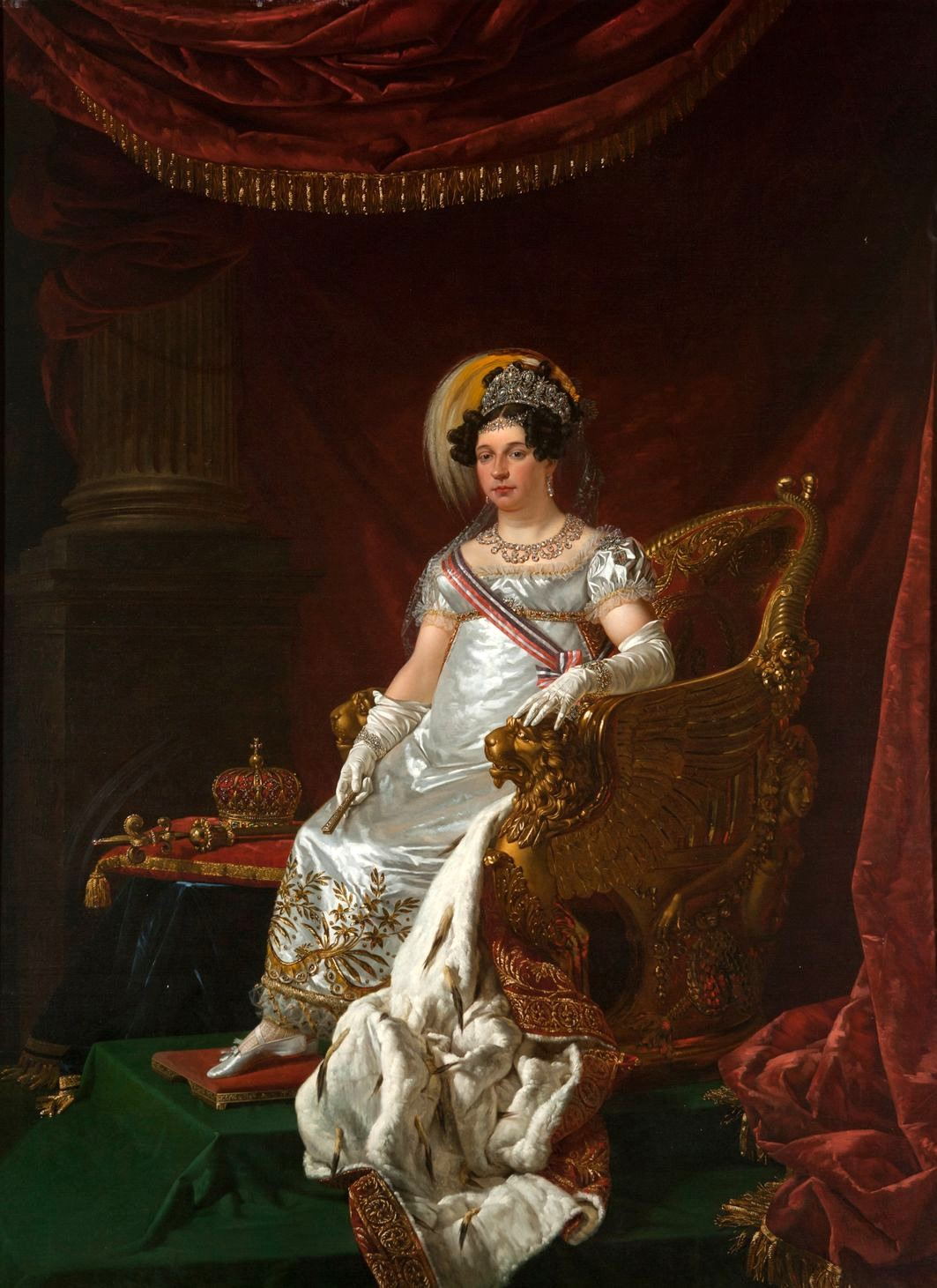
Maria Isabella 1826 als Königin. Porträt im Palast von Caserta

Als König Ferdinand I. von Neapel-Sizilien am 4. Januar 1825 verstarb, folgte ihm sein nunmehr 47-jähriger Sohn Francesco als Franz I. auf den Thron. Somit wurde Maria Isabel an der Seite ihres Gemahls Königin von Neapel-Sizilien. Franz I. hatte sich in seiner Rolle als Thronfolger gegenüber liberaleren Ideen aufgeschlossen gezeigt, verfolgte aber während seiner kurzen Regierungszeit als König einen sehr reaktionären Regierungsstil. Obwohl er sehr auf die Ausübung seiner Autorität bedacht war, überließ er die Regierungsgeschäfte vorwiegend seinem ersten Minister Luigi de’ Medici. Der Kammerdiener des Königs, Michelangelo Viglia, sowie die Zofe Maria Isabellas, Caterina de Simone, standen an der Spitze des Hofstaats, in dem viel Korruption herrschte.
Auch als Königin war Maria Isabella nicht an einer Einflussnahme auf die Regierung interessiert und besaß kein politisches Gewicht. Nach ihren vielen Geburten war sie übergewichtig und widmete sich lieber dem Besuch von Theatern sowie der Teilnahme an Bällen und Festen. Sie wurde als gutherzig und großzügig beschrieben und genoss größere Popularität als ihr Gatte. Im August 1827 brachte sie ihr letztes Kind, Francesco di Paola, Graf von Trapani, zur Welt. 1829 übernahm sie das ihr besonders am Herzen gelegene Patronat für das im Klosterkomplex Santa Maria dei Miracoli (Neapel) gelegene Mädcheninternat sowie für die in Santi Marcellino e Festo eingerichtete Erziehungsanstalt für Mädchen. Neben diesen adligen und bürgerlichen Töchtern vorbehaltenen Pensionaten sorgte sie sich auch in geringerem Maß um Bildungsinstitute für arme und verwaiste Mädchen.
Das Königspaar fürchtete ständig eine potentielle Revolution und ließ sich von Soldaten bewachen. Es ließ auch nur einen sehr begrenzten Kreis an Bediensteten bei Hof zu. In Neapel stationierte österreichische Truppen sorgten für die Sicherheit von Franz I. und seiner Gattin, verursachten dem Staat aber hohe Kosten. Auf den Rat des Ersten Ministers Medici begab sich das Königspaar in Begleitung ihres einjährigen Sohns Luigi, Graf von Aquila, im Mai 1825 nach Mailand, um eine Reduktion der Besatzungstruppen zu erreichen. Nach dem Abschluss einer Vereinbarung zwischen Medici und dem österreichischen Botschafter, Graf Karl Ludwig von Ficquelmont, kehrte das Königspaar am 18. Juli 1825 nach Neapel zurück. In der Folge wurden die österreichischen Soldaten auf 12.000 Mann reduziert.
Vor allem die zweite Tochter Maria Christina war die ständige Begleiterin ihrer Mutter, der Königin. Die Eltern suchten damals für die bereits knapp über 20 Jahre alte Maria Christina einen königlichen Gemahl. Die Gelegenheit ergab sich, als Maria Isabellas Bruder, König Ferdinand VII., im Mai 1829 Witwer wurde. Luisa Carlota, die älteste Tochter der Königin, vereinbarte nun rasch eine Heirat zwischen ihrer jüngeren Schwester und deren Onkel. Ferdinand VII. lud das neapolitanische Königspaar nach Madrid ein, damit es dort an der Hochzeit seiner Tochter teilnehmen konnte. Obwohl Franz I. Gicht hatte und seine Gesundheit beständig abnahm, vermochte Maria Isabella, die nach 27-jähriger Abwesenheit unbedingt ihr Heimatland besuchen wollte, ihren Gatten zu der langen Reise nach Spanien zu überreden. Umsonst riet der Erste Minister Medici von der Aufwendung hoher Reisekosten ab. In der Zeit der Abwesenheit seiner Eltern übernahm deren ältester Sohn Ferdinand, Herzog von Kalabrien die Regierung.
Die Königsfamilie verließ am 30. September 1829 Neapel und begab sich auf dem Landweg auf die Reise nach Spanien. Unterwegs besuchte sie Papst Pius VIII. in Rom. In Grenoble trafen die Reisenden die Herzogin von Berry, die froh war, ihre Eltern nach 13 Jahren wiederzusehen. Schließlich trafen sich die Brautleute Ferdinand VII. und Maria Christina am 10. Dezember 1829 in Aranjuez, hielten am nächsten Tag ihren feierlichen Einzug in Madrid und heirateten. Maria Isabella weilte mit ihrem Gatten noch längere Zeit am spanischen Hof und trug dazu bei, dass Ferdinand VII. die bereits 1789 insgeheim beschlossene Pragmatische Sanktion durch deren Veröffentlichung in Kraft setzte, was später die Thronfolge von Maria Christinas Tochter Isabella II. erleichterte. Am Rückweg trafen Maria Isabella und ihr Gemahl erneut mit der Herzogin von Berry zusammen, die ihnen im Schloss Chambord ihren kleinen Sohn, den Herzog von Bordeaux, zeigte. Daraufhin reiste das Königspaar nach Paris weiter und wurde hier von König Karl X. empfangen. Im Juni 1830 begab es sich nach Genua und gelangte am folgenden 30. Juli wieder nach Neapel zurück. König Franz I. starb aber bereits am 8. November 1830 im Alter von 53 Jahren nach nur fünfjähriger Herrschaft.

### Königinwitwe
Nach dem Tod Franz’ I. bestieg Maria Isabellas ältester, 20-jähriger Sohn als Ferdinand II. den Thron von Neapel-Sizilien. Der Prinz Vincenzo Ruffo della Scarletta und Pietro Ugo, Marchese delle Favare, beabsichtigten, den konservativ orientierten Ferdinand II. mindestens für mehrere Jahre vom Thron zu entfernen und an dessen Stelle Maria Isabella als Regentin zu installieren. Dieses ohne Maria Isabellas Wissen ausgeheckte Komplott, das liberalere Verhältnisse herbeiführen sollte, wurde rasch aufgedeckt und vereitelt. Die Königinmutter hatte indessen ein kühles Verhältnis zu Ferdinand II. und bevorzugte ihren extrovertierteren zweiten Sohn Carlo, Prinz von Capua.

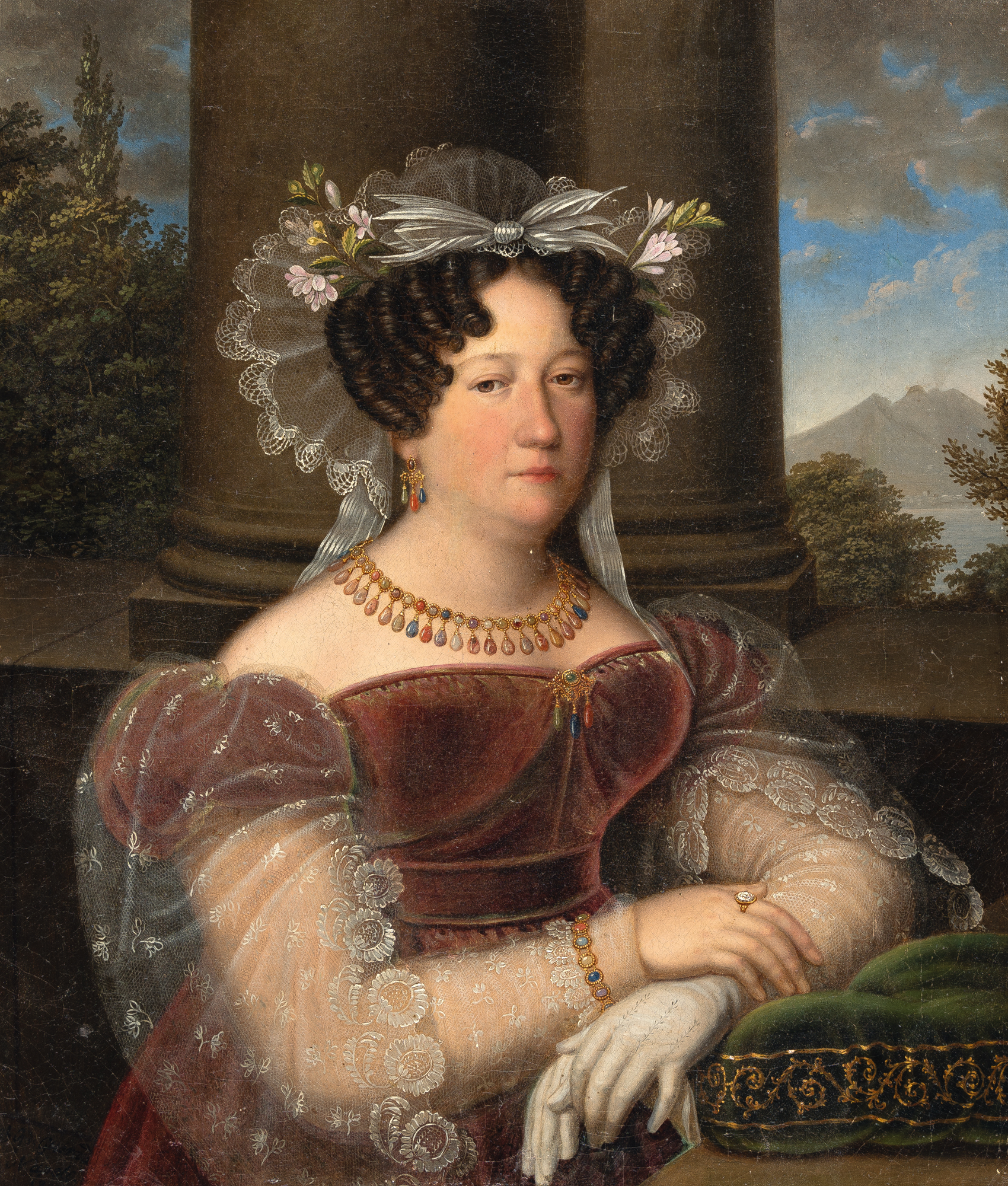
Maria Isabella 1832. Porträt von Emile Bernhard de Guérard (1771–1836)

Maria Isabella war noch immer relativ jung und besaß trotz zunehmenden Übergewichts noch eine gewisse Attraktivität. Sie hatte ein Faible für Beziehungen mit jüngeren, gutaussehenden Bediensteten und unterhielt laut Hofgerüchten auch tatsächlich mehrere Liebesaffären. Dies brachte ihr eine schlechte Nachrede ein und verärgerte Ferdinand II. Am 21. November 1832 vermählte sich Ferdinand II. mit Maria Christina von Savoyen, zu der Maria Isabella ein freundschaftliches Verhältnis hatte. Die neue Königin vermochte Mutter und Sohn wieder zu versöhnen.
1835 begann Maria Isabella eine Liebesbeziehung mit dem Baron Pietro Orlando von Schmucker, einem verheirateten österreichischen Offizier. Trotz Unterbrechung setzte sich diese Affäre fort, und nach dem Tod von Schmuckers Gattin 1837 wollte Maria Isabella ihn heiraten. Da aber Schmucker die Verleihung des Titels und der Privilegien einer Königlichen Hoheit zur Voraussetzung für seine Vermählung mit der Königinwitwe machte, nahm Maria Isabella von der Heirat Abstand und wirkte auf ihren Sohn Ferdinand II. ein, dass dieser Schmucker im Januar 1838 aus Neapel ausweisen ließ.
Im Januar 1836 fungierte Maria Isabella als Taufpatin ihres Enkels Francesco, Herzog von Kalabrien. Als der Prinz von Capua im April 1836 eine morganatische Ehe mit der jungen Engländerin Penelope Smyth schloss, verscherzte er es sich mit seinem älteren Bruder Ferdinand II. Trotz Maria Isabellas Einsatz für ihren Lieblingssohn musste der Prinz von Capua dauerhaft im Exil in England bleiben, ohne seine Mutter jemals wiederzusehen.

### Spätere Jahre und Tod
Maria Isabella wollte unbedingt noch einmal heiraten, woraufhin ihr Sohn Ferdinand II. ihr eine Liste von jungen Adligen als potentiellen Eheanwärtern vorlegte. Die ersten beiden Kandidaten, die Maria Isabella ernsthaft für ihre Heirat in Erwägung zog, zierten sich und wurden von der Königinwitwe wieder fallengelassen. Schließlich ging Maria Isabella am 15. Januar 1839 eine zweite Ehe mit dem aus einer alten, aber verarmten sizilianischen Adelsfamilie stammenden Grafen Francesco dal Balzo (1805–1882) ein. Der Bräutigam war ein attraktiver, hochgestellter Armeeoffizier und 16 Jahre jünger als die Königinwitwe. Er durfte nicht an der Seite seiner Gattin den Hof besuchen. Das Paar zog sich vom neapolitanischen Hof zurück und übersiedelte in den Palast von Capodimonte. Die Beziehung blieb kinderlos.
Schmerzlich war für Maria Isabella die Ermordung ihres vierten Sohns Antonio, Graf von Lecce, im Januar 1843. Ihr fünfter Sohn Luigi, Graf von Aquila, schlug eine Karriere bei der Marine ein. Ihre jüngste Tochter Teresa Maria Cristina heiratete im September 1843 in Rio de Janeiro den brasilianischen Kaiser Peter II.
In der gegen Ende des Jahres 1847 auftretenden schwierigen politischen Situation plädierte Maria Isabella zusammen mit ihrem dritten Sohn Leopold, Graf von Syrakus und ihrem Schwager Leopold, Prinz von Salerno vergeblich für liberale Reformen. Aufgrund ihrer Leutseligkeit und Armenfürsorge erfreute sich die Königinwitwe bis zu ihrem Tod einer gewissen Beliebtheit. Maria Isabella starb am 13. September 1848 im Alter von 59 Jahren in Portici. Sie wurde ebenso wie ihr 18 Jahre früher verstorbener Gemahl in der Basilika Santa Chiara in Neapel beigesetzt.

## Nachkommen

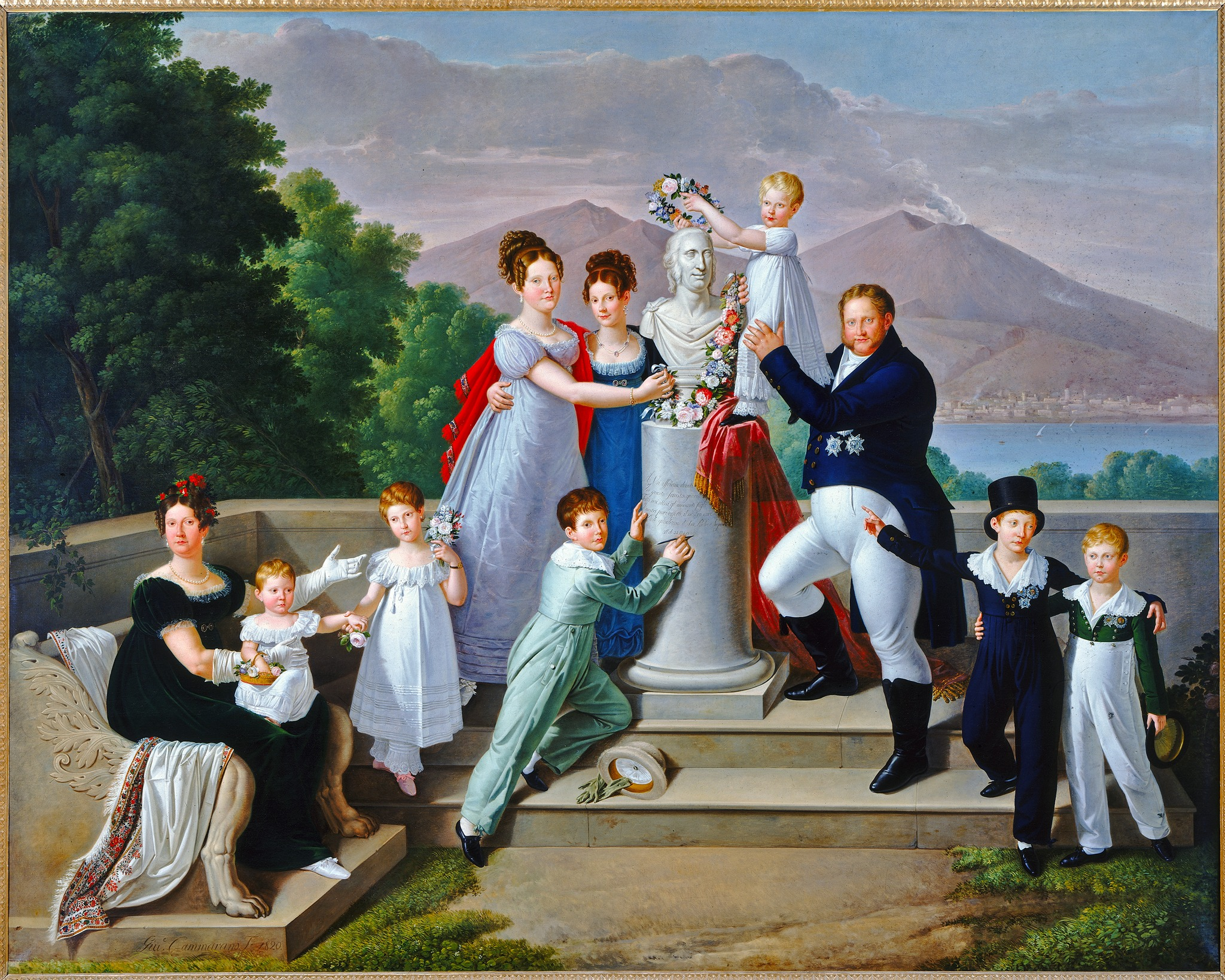
Maria Isabella mit Francesco I und acht ihrer Kinder, 1820

- Luisa Carlota (1804–1844) – verheiratet mit Francisco de Paula de Borbón (1794–1865)
- Maria Cristina (1806–1878) – verheiratet mit König Ferdinand VII. von Spanien
- Ferdinand II. (1810–1859), wurde Nachfolger seines Vaters als König von Neapel-Sizilien
- Karl Ferdinand, Prinz von Capua (1811–1862), ging eine morganatische Ehe mit Penelope Smyth ein
- Leopold, Graf von Syrakus (1813–1860) – verheiratet mit Prinzessin Maria Vittoria von Savoyen-Carignan
- Maria Antonia (1814–1898) – verheiratet mit Großherzog Leopold II. von Österreich-Toskana
- Antonio, Graf von Lecce (1816–1843)
- Maria Amalia (1818–1857) – verheiratet mit Sebastian Gabriel von Bourbon, Infant von Spanien
- Maria Carolina (1820–1861) – verheiratet mit Carlos Luis de Borbón, Graf von Montemolin, karlistischer Prätendent auf den spanischen Thron
- Teresa Maria Cristina (1822–1889) – verheiratet mit Kaiser Peter II. von Brasilien
- Luigi Carlo Maria. Graf von Aquila (1824–1897) – verheiratet mit Januária von Brasilien
- Franz de Paula, Graf von Trapani (1827–1892) – verheiratet mit Erzherzogin Maria Isabella von Österreich-Toskana